# 羅伯森縣 (田納西州)
羅伯森县（英語：Robertson County）是位於美國田納西州中北部的一個縣，北鄰肯塔基州。面積1,235平方公里。根據美國2000年人口普查，共有人口54,433人。縣治春田市 (Springfield)。
成立於1796年4月9日。縣名紀念納什維爾的建立者、州參議員詹姆斯·羅伯森。